# Пампаска лисица
Пампаска лисица (лат. Lycalopex gymnocercus) је врста звери из породице паса (Canidae). Иако носи назив лисица, сроднија је вуковима и псима, него лисицама.

## Распрострањење
Ареал пампаске лисице покрива средњи број држава. Врста има станиште у Бразилу, Аргентини, Боливији, Парагвају и Уругвају.

## Станиште
Станишта врсте су травна вегетација и екосистеми ниских трава и шумски екосистеми. 

## Угроженост
Ова врста је наведена као последња брига, јер има широко распрострањење и честа је врста.